# Khamtai Siphandon
Khamtai Siphandon (lao. ຄຳໄຕ ສີພັນດອນ; ur. 8 lutego 1924 w Houa Khong, w prowincji Champasak, zm. 2 kwietnia 2025 w Wientianie) – laotański polityk i wojskowy, generał. Prezydent Laosu w latach 1998–2006, premier w latach 1991–1998.

## Życiorys
Khamtai Siphandon był wojskowym dowódcą Pathet Lao (Kraj Laotańczyków). W roku 1975 po przejęciu w kraju władzy przez Laotańską Partię Ludowo-Rewolucyjną był ministrem obrony narodowej oraz dowódcą sił zbrojnych. Po zmienie konstytucji w 1991 roku został premierem. Rok później, po śmierci prezydenta Kaysone’a Phomvihana został liderem Laotańskiej Partii Ludowo-Rewolucyjnej. W roku 1998 zastąpił Nouhaka Phoumsavanha na stanowisku prezydenta Laotańskiej Republiki Ludowo-Demokratycznej.
Był prezydentem Laosu od lutego 1998 do czerwca 2006 i liderem Laotańskiej Partii Ludowo-Rewolucyjnej (w latach 1992–2006), jedynej legalnie działającej partii politycznej w Laosie.
W 2006 jego następcą został, zarówno na czele państwa, jak i partii, Choummaly Sayasone.